# Neonauclea griffithii
Neonauclea griffithii är en måreväxtart som först beskrevs av Joseph Dalton Hooker, och fick sitt nu gällande namn av Elmer Drew Merrill. Neonauclea griffithii ingår i släktet Neonauclea och familjen måreväxter. Inga underarter finns listade i Catalogue of Life.